# Championnat du monde de Rubik's cube 2017
Navigation
Édition précédente Édition suivante
Le championnat du monde de Rubik's Cube 2017, organisé par la WCA, s'est déroulé au Dock Pullman à Paris (France) du 13 au 16 juillet 2017.
C'est l'une des plus grandes compétitions de speedcubing au monde avec 938 participants et 64 pays représentés.

## Résultats
| Épreuves                              | Or                 | Argent            | Bronze              |
| ------------------------------------- | ------------------ | ----------------- | ------------------- |
| Rubik's cube                          | Max Park           | Seung Hyuk Nahm   | Lucas Etter         |
| 2x2x2                                 | Antonie Paterakis  | Christopher Olson | Jan Zych            |
| 4x4x4                                 | Sebastian Weyer    | Bill Wang         | Feliks Zemdegs      |
| 5x5x5                                 | Feliks Zemdegs     | Seung Hyuk Nahm   | Max Park            |
| 6x6x6                                 | Kevin Hays         | Feliks Zemdegs    | Max Park            |
| 7x7x7                                 | Feliks Zemdegs     | Kevin Hays        | Lucas Wesche        |
| 3x3x3 à l'aveugle                     | Grzegorz Jałocha   | Ishaan Agrawal    | Marcin Kowalczyk    |
| 3x3x3 résolution optimisée            | Marcel Peters      | Sebastiano Tronto | Mats Valk           |
| 3x3x3 à une main                      | Max Park           | Feliks Zemdegs    | Daniel Rose-Levine  |
| 3x3x3 avec les pieds                  | Jakub Kipa         | Wojciech Knott    | Henri Gerber        |
| Megaminx                              | Juan Pablo Huanqui | Feliks Zemdegs    | Oscar Roth Andersen |
| Pyraminx                              | Drew Brads         | Yulun Wu          | Aniket Das          |
| Rubik's Clock                         | Wojciech Knott     | Evan Liu          | Nathaniel Berg      |
| Skewb                                 | Łukasz Burliga     | Michał Rzewuski   | Maxence Baudry      |
| Square-1                              | Jayden McNeill     | Firstian Fushada  | Daniel Karnaukh     |
| 4x4x4 à l'aveugle                     | Bill Wang          | Roman Strakhov    | William Phommaha    |
| 5x5x5 à l'aveugle                     | Tom Nelson         | Oliver Frost      | Roman Strakhov      |
| 3x3x3 résolution multiple à l'aveugle | Shivam Bansal      | Marcin Kowalczyk  | Kamil Przybylski    |

## Tableau des médailles
| Rang  | Nation           | Or | Argent | Bronze | Total |
| ----- | ---------------- | -- | ------ | ------ | ----- |
| 1     | États-Unis       | 4  | 4      | 5      | 13    |
| 2     | Pologne          | 4  | 3      | 3      | 10    |
| 3     | Australie        | 3  | 3      | 1      | 7     |
| 4     | Allemagne        | 2  | 0      | 2      | 4     |
| 5     | Canada           | 1  | 1      | 0      | 2     |
| 6     | Inde             | 1  | 0      | 1      | 2     |
| 7     | Grèce            | 1  | 0      | 0      | 1     |
| 7     | Nouvelle-Zélande | 1  | 0      | 0      | 1     |
| 7     | Pérou            | 1  | 0      | 0      | 1     |
| 10    | Corée du Sud     | 0  | 2      | 0      | 2     |
| 11    | Russie           | 0  | 1      | 1      | 2     |
| 12    | Royaume-Uni      | 0  | 1      | 0      | 1     |
| 12    | Chine            | 0  | 1      | 0      | 1     |
| 12    | Italie           | 0  | 1      | 0      | 1     |
| 12    | Indonésie        | 0  | 1      | 0      | 1     |
| 16    | France           | 0  | 0      | 2      | 2     |
| 17    | Danemark         | 0  | 0      | 1      | 1     |
| 17    | Suède            | 0  | 0      | 1      | 1     |
| 17    | Pays-Bas         | 0  | 0      | 1      | 1     |
| Total | Total            | 18 | 18     | 18     | 54    |